# Fosse Heurteau
La fosse Heurteau ou Émile Heurteau de la Compagnie des mines d'Anzin est un ancien charbonnage du Bassin minier du Nord-Pas-de-Calais, situé à Hornaing. Les deux puits sont foncés en 1927 dans le nord de la commune afin d'assurer le service et l'aérage pour la fosse Agache sise à Fenain. Des cités sont bâties à proximité de la fosse, de l'autre côté de la ligne de Douai à Blanc-Misseron, et un embranchement ferroviaire relie la fosse à celui de la fosse Agache. Un terril plat est édifié au sud de la fosse.
La Compagnie des mines d'Anzin est nationalisée en 1946, et intègre le Groupe de Valenciennes. Des habitations de plain-pied viennent agrandir la cité. La Centrale thermique d'Hornaing est construite dans les années 1950 au sud de la fosse, rasant ainsi son terril. Le puits no 1 est remblayé en 1966, et ses installations sont détruites. Le puits no 2 ferme en même temps que la fosse Agache en 1976, et ses installations sont détruites la même année, à l'exception du chevalement qui l'est le 19 septembre 1978. La carreau de fosse sert ensuite à stocker le charbon de la centrale.
Au début du XXIe siècle, Charbonnages de France matérialise les têtes des puits Heurteau nos 1 et 2. Le carreau de fosse est inclus dans le périmètre de la centrale. Les cités ont été rénovées. La centrale possède un terril de cendres exploité no 151.

## La fosse

### Fonçage
Les deux puits de la fosse Heurteau sont foncés en 1927, au nord d'Hornaing, près de la ligne de Douai à Blanc-Misseron, au nord-ouest de la concession. Le puits no 2 est établi à 40 mètres au nord du puits no 1. Il s'agit de la dernière fosse creusée par la Compagnie des mines d'Anzin, et à n'avoir pas connu la Première Guerre mondiale. La précédente fosse ouverte par la compagnie a été commencée en 1910, il s'agit de la fosse Sabatier à Raismes.
La fosse est baptisée en l'honneur d'Émile Heurteau, administrateur de la Compagnie.

### Exploitation
La production remonte par la fosse Agache, sise à Fenain à 3 130 mètres au sud-ouest,. La fosse Heurteau assure l'aérage et le service.
La Compagnie des mines d'Anzin est nationalisée en 1946, et intègre le Groupe de Valenciennes. La centrale thermique d'Hornaing est bâtie au sud de la fosse. En 1966, le puits no 1, profond de 313 mètres, est remblayé, et le chevalement est détruit. Le puits no 2 assure alors seul l'aérage et le service jusqu'en 1976, date à laquelle ferme la fosse Agache. Le puits restant, profond de 472 mètres est alors remblayé et les installations détruites dans l'année. Le chevalement du puits Heurteau no 2 est détruit le 19 septembre 1978. Le carreau de fosse est ensuite utilisé pour entreposer les stocks de charbon.

### Reconversion
Au début du XXIe siècle, Charbonnages de France matérialise les têtes des puits Heurteau nos 1 et 2. Le BRGM y effectue des inspections chaque année. Il ne reste rien de la fosse.

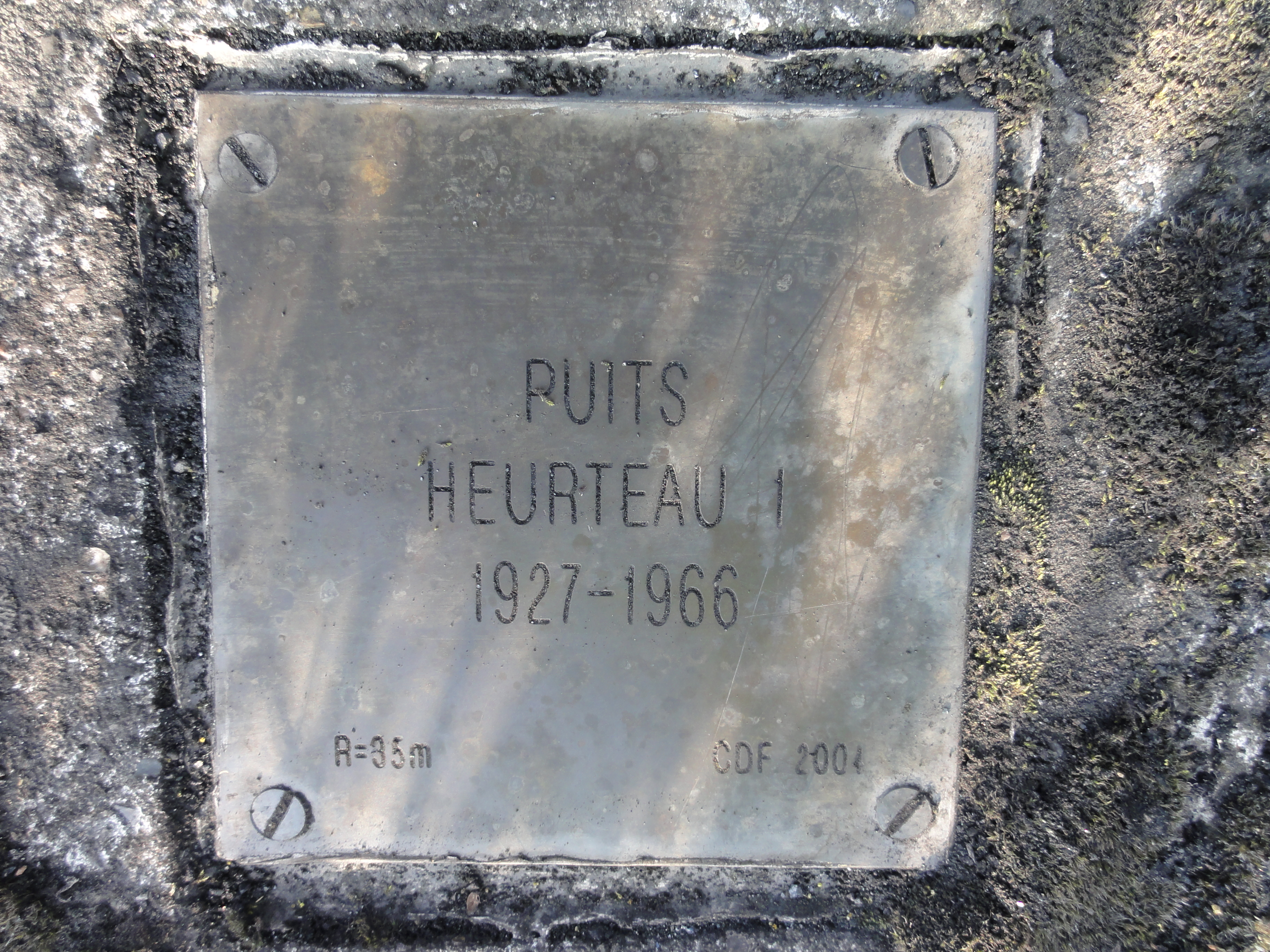
Puits no 1, 1927 - 1966.
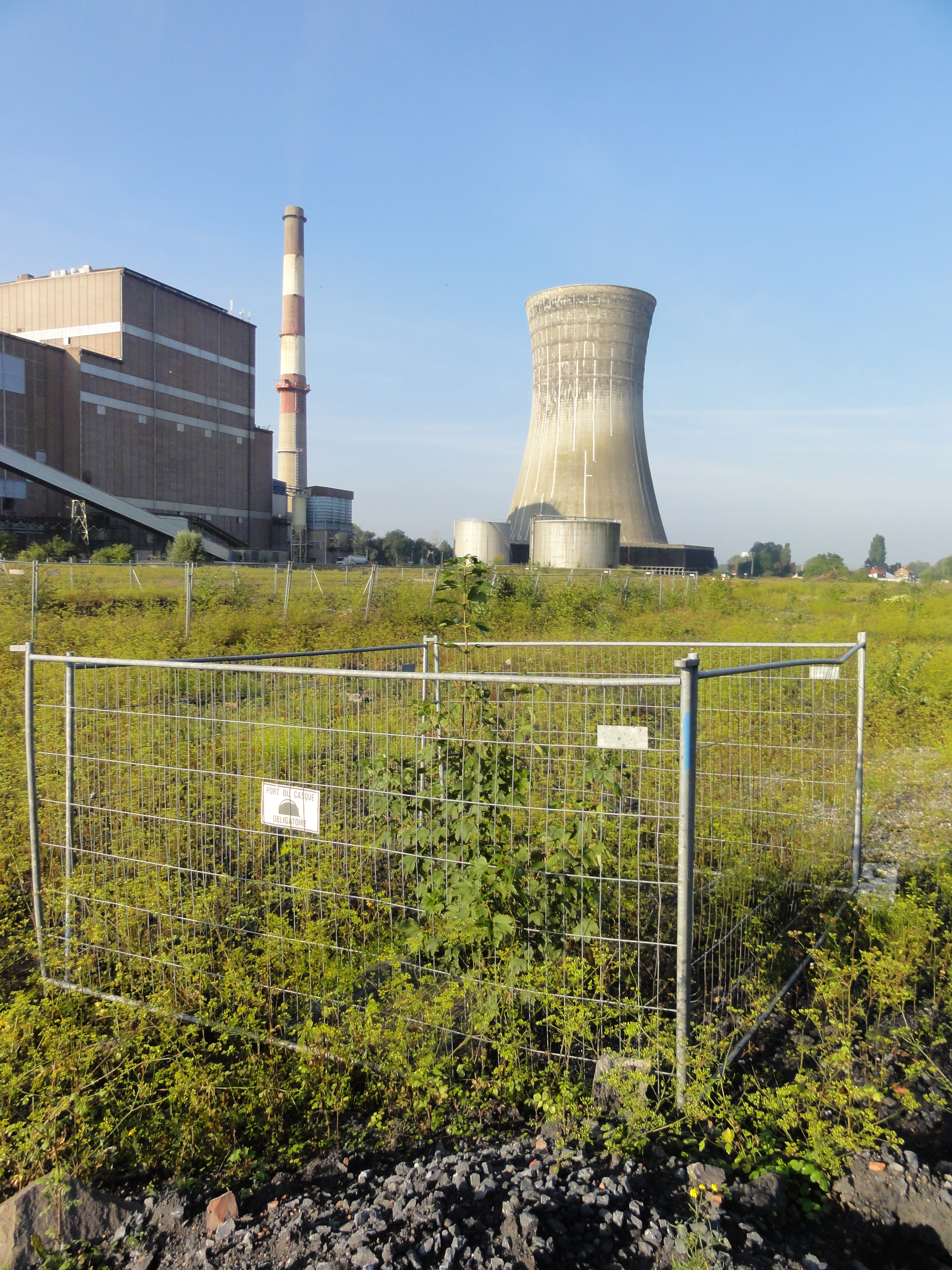
Le puits no 1 dans son environnement.
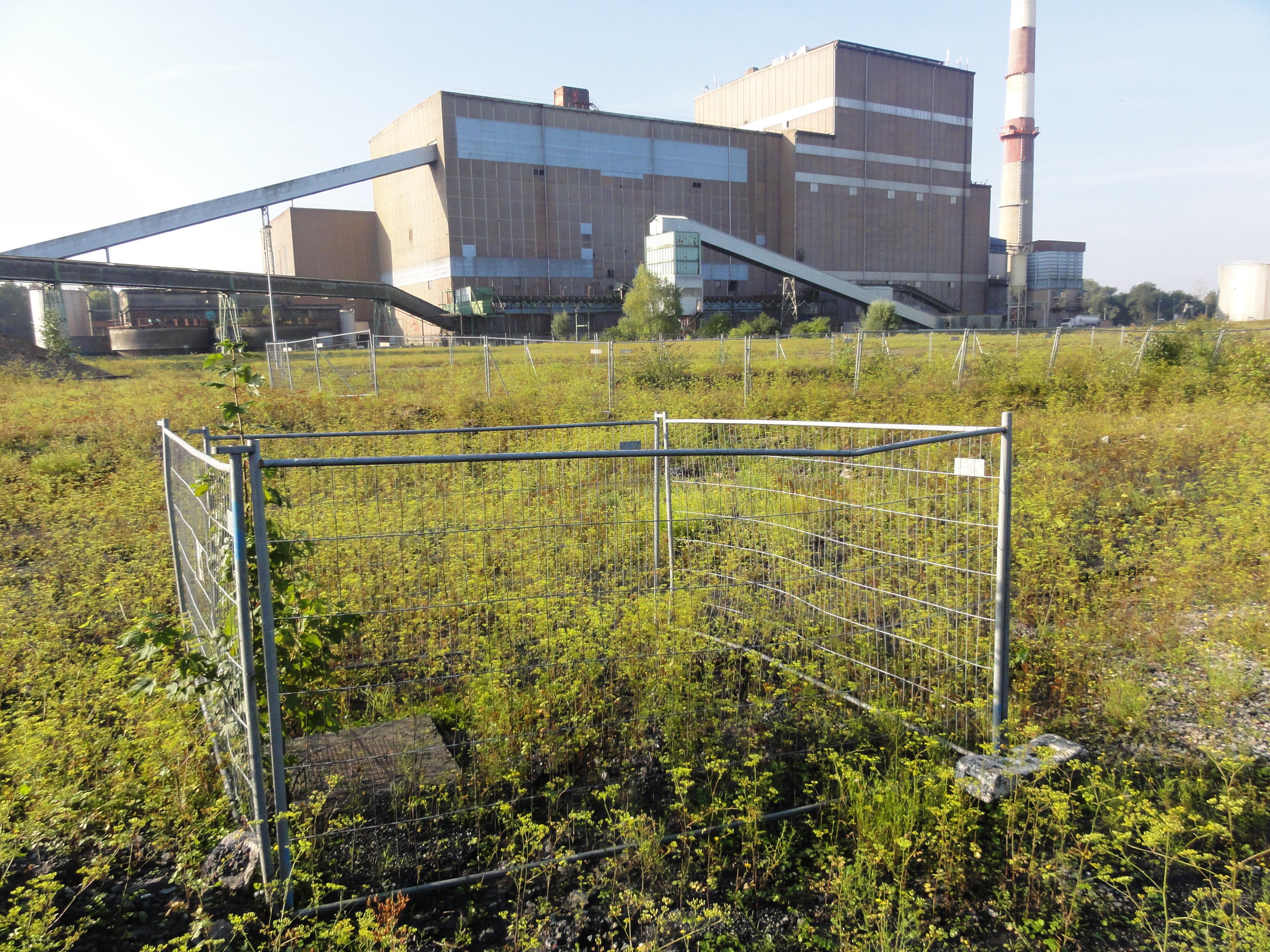
Le puits no 1 dans son environnement.
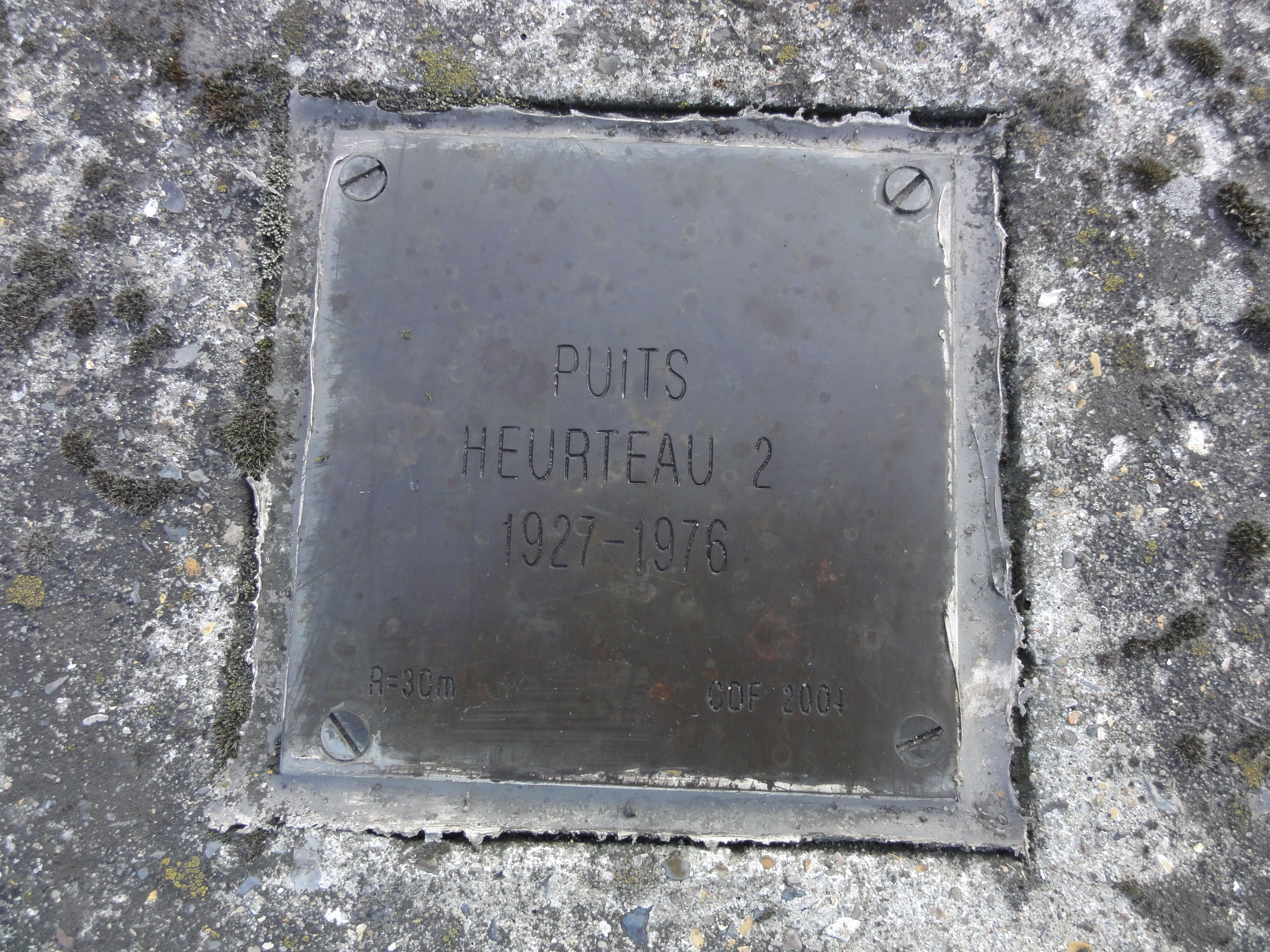
Puits no 2, 1927 - 1976.
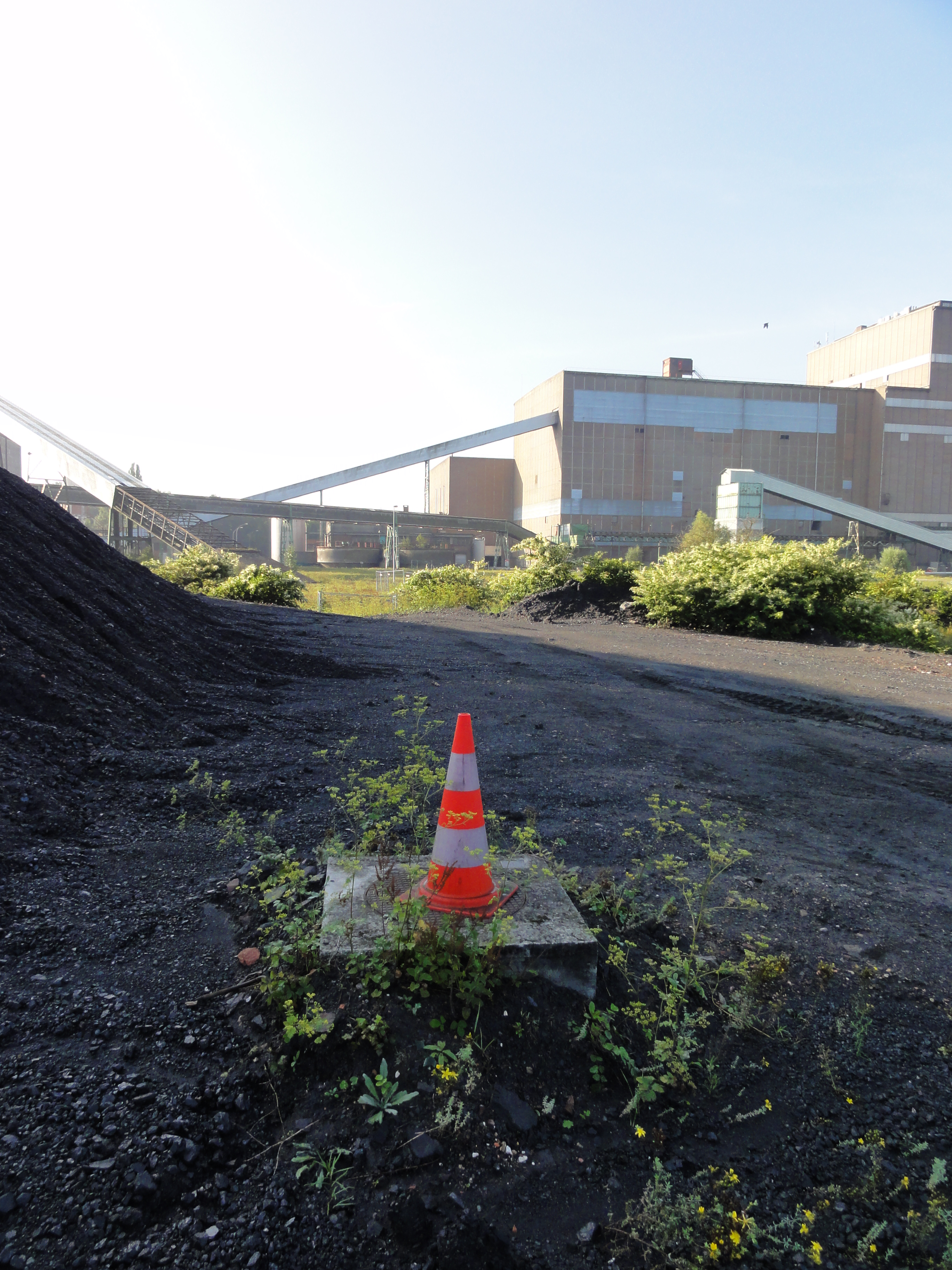
Le puits no 2 dans son environnement.
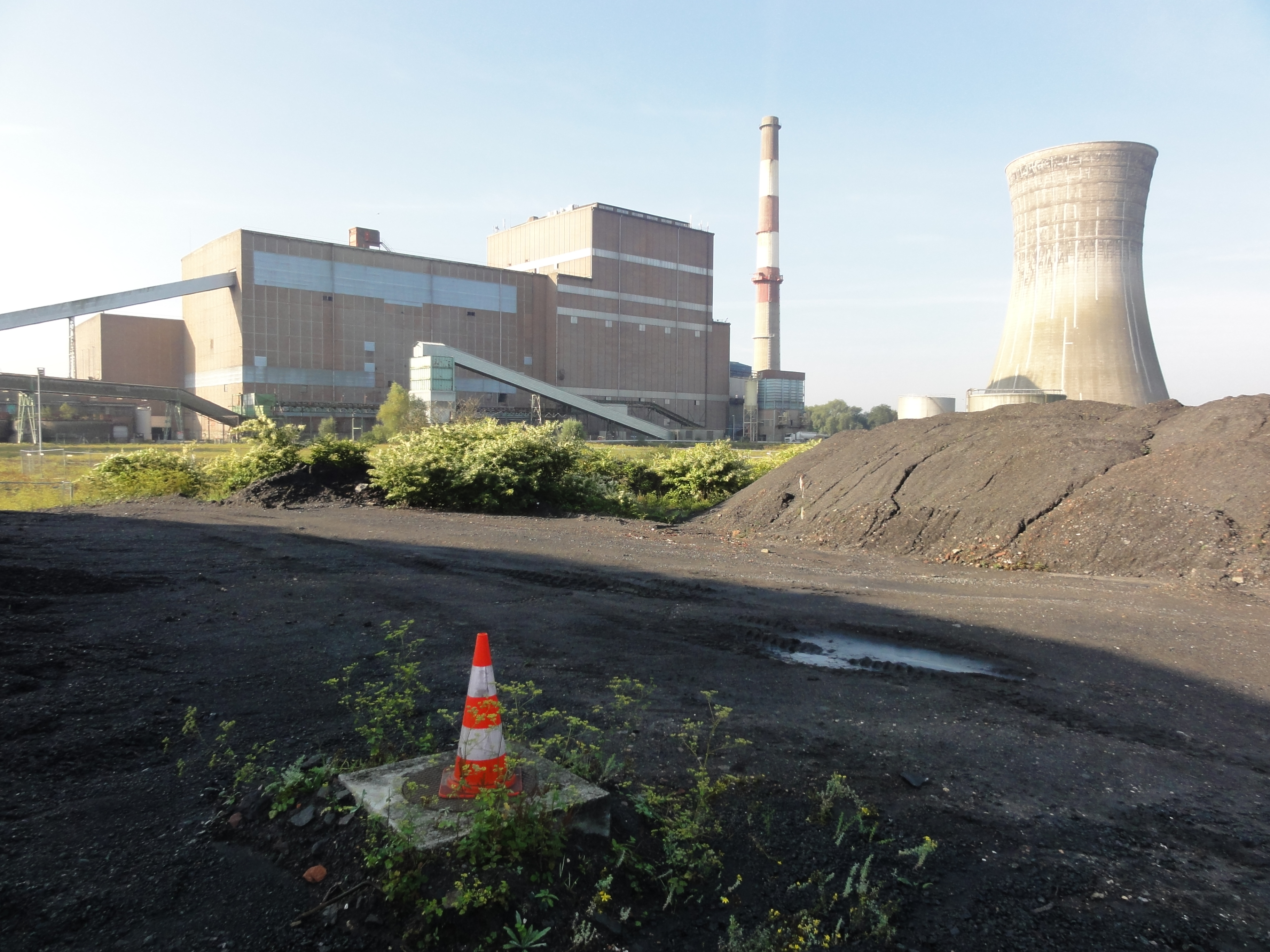
Le puits no 2 dans son environnement.

## Le terril
Un terril a été édifié au sud de la fosse, mais il a disparu lorsque la centrale thermique a été implantée, il n'a par conséquent pas été inventorié en 1969. La centrale thermique possède en revanche un terril no 151, Centrale d'Hornaing, situé au nord de la ligne ferroviaire.

## L'embranchement ferroviaire
Un embranchement ferroviaire prend naissance à partir de celui de la fosse Agache, et se dirige vers la fosse Heurteau. Sur plus de 1 300 mètres, il longe la ligne de Douai à Blanc-Misseron. Il subsiste quatre habitations de garde-barrière.

## Les cités
Des cités ont été édifiées à proximité de la fosse par la Compagnie d'Anzin. Après la Nationalisation, quelques logements de plain-pied ont été ajoutés.

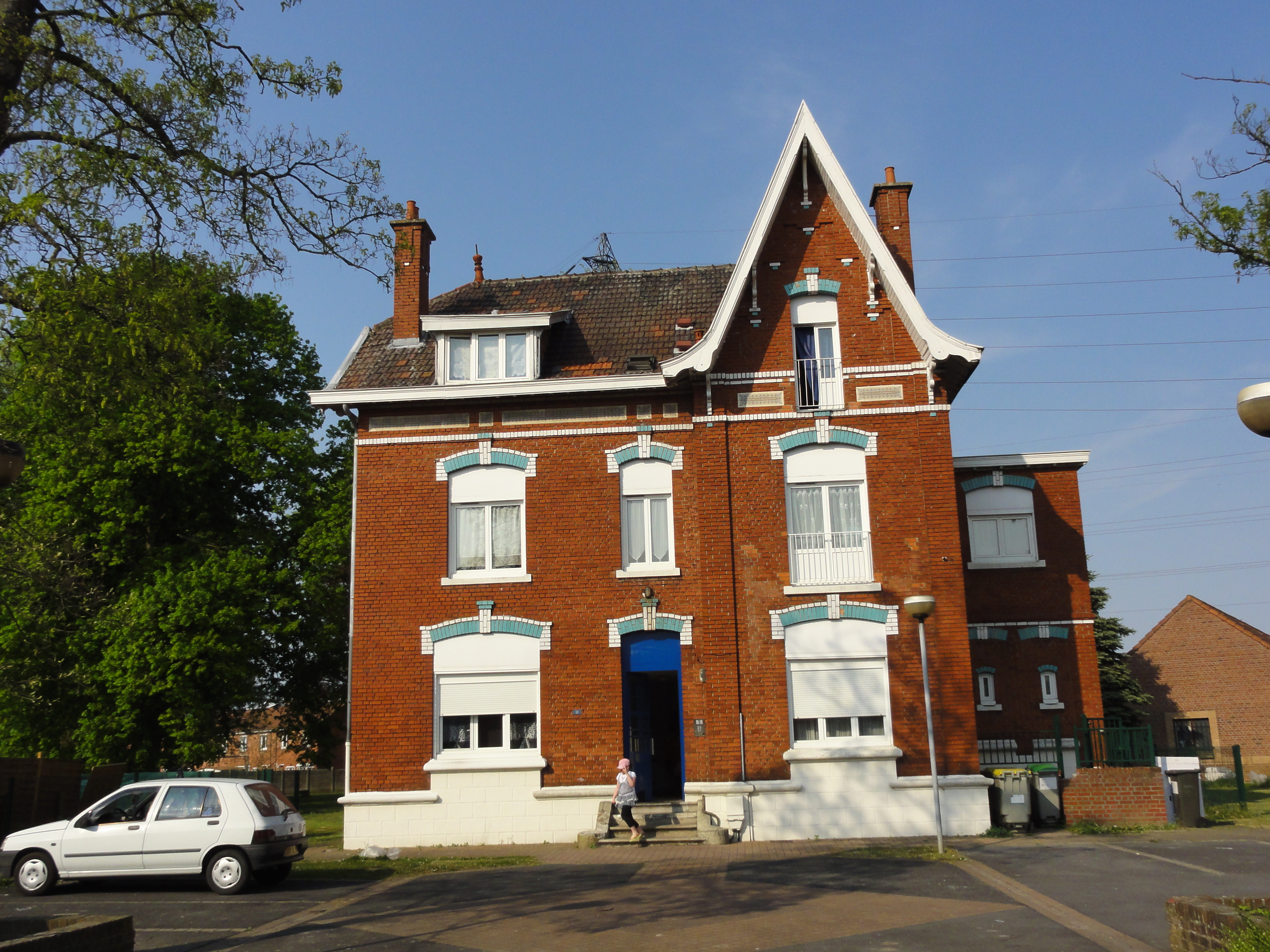
Une habitation d'ingénieur.
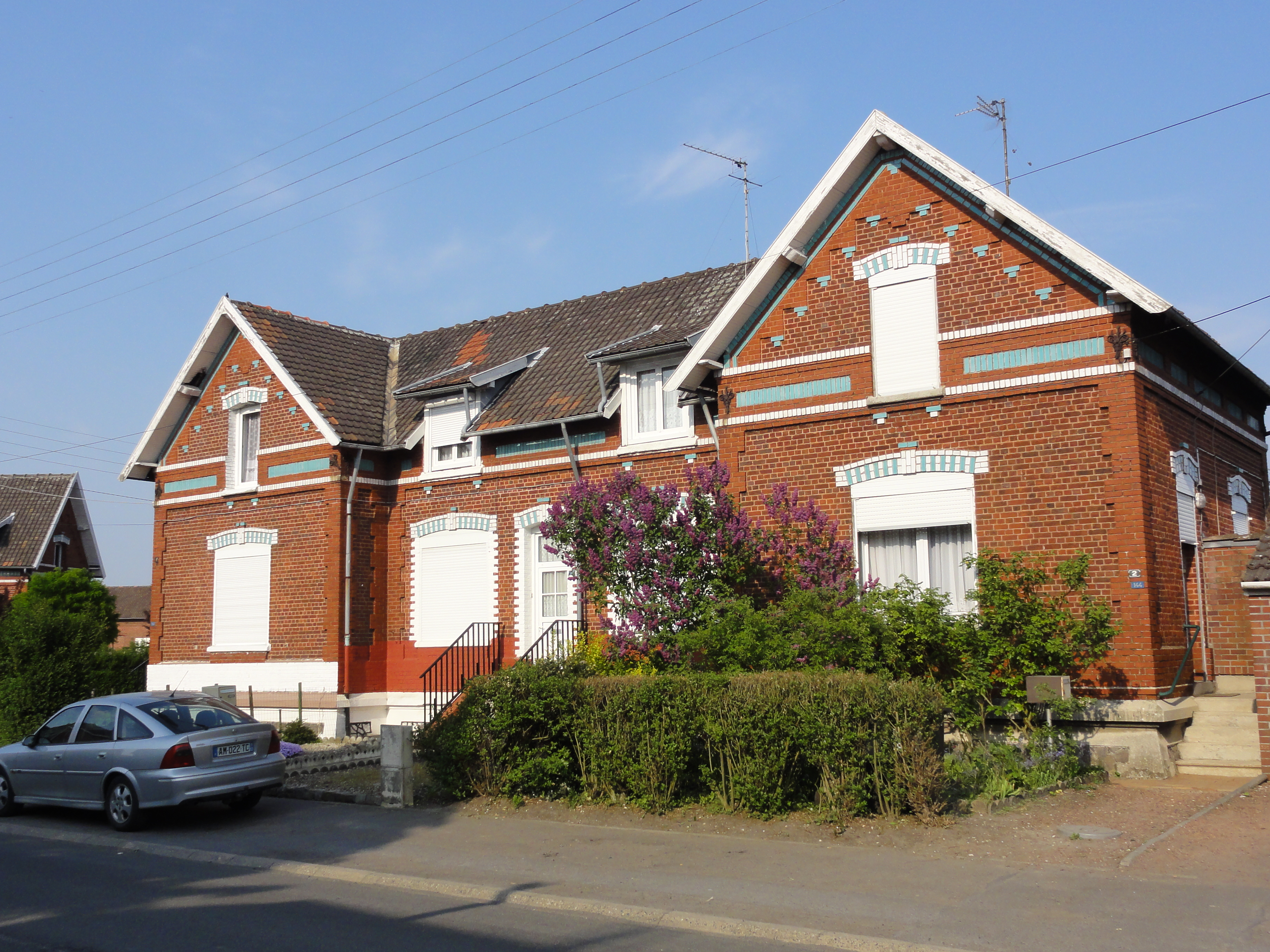
Des habitations groupées par deux.
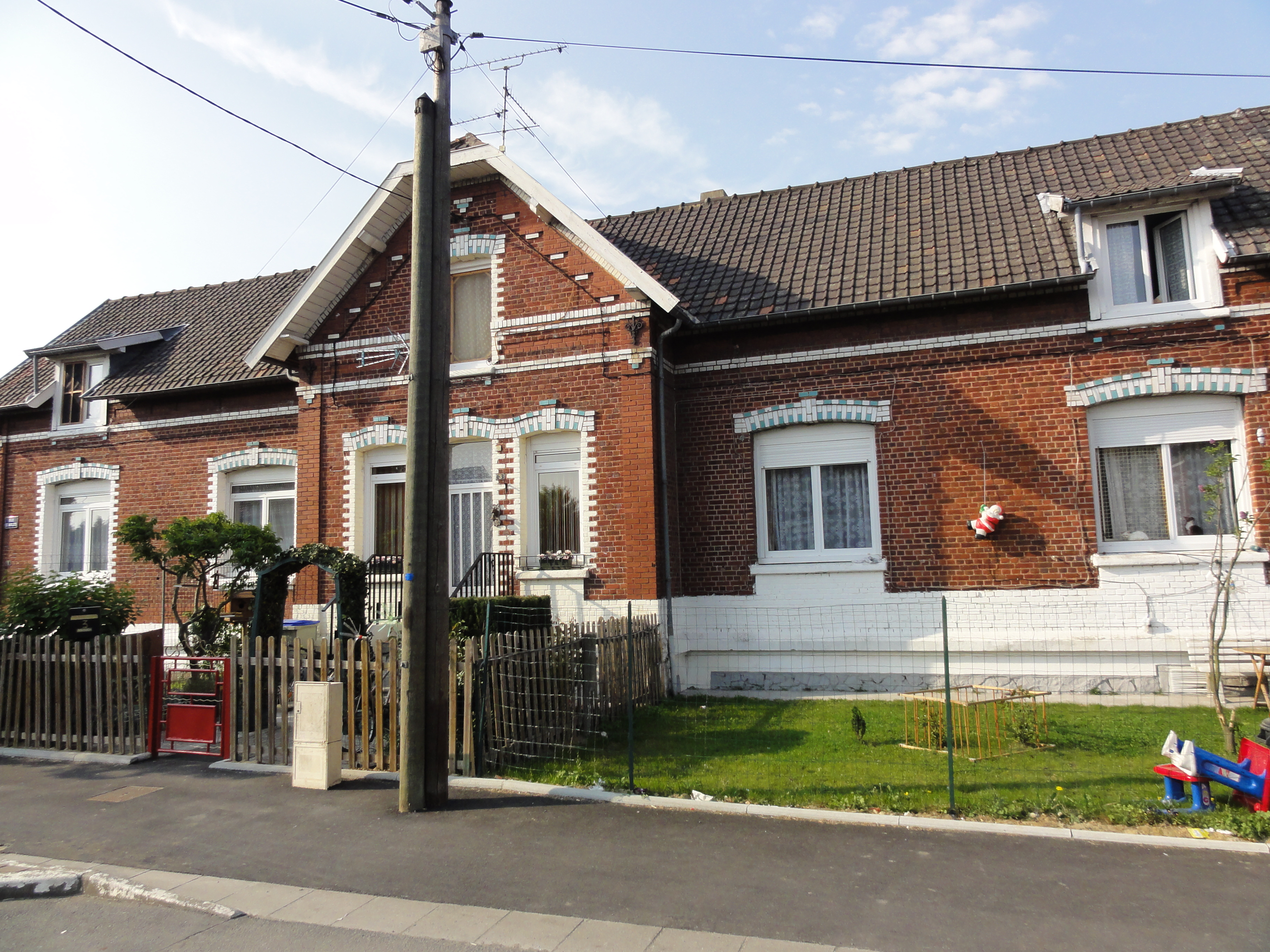
Des habitations groupées par deux.
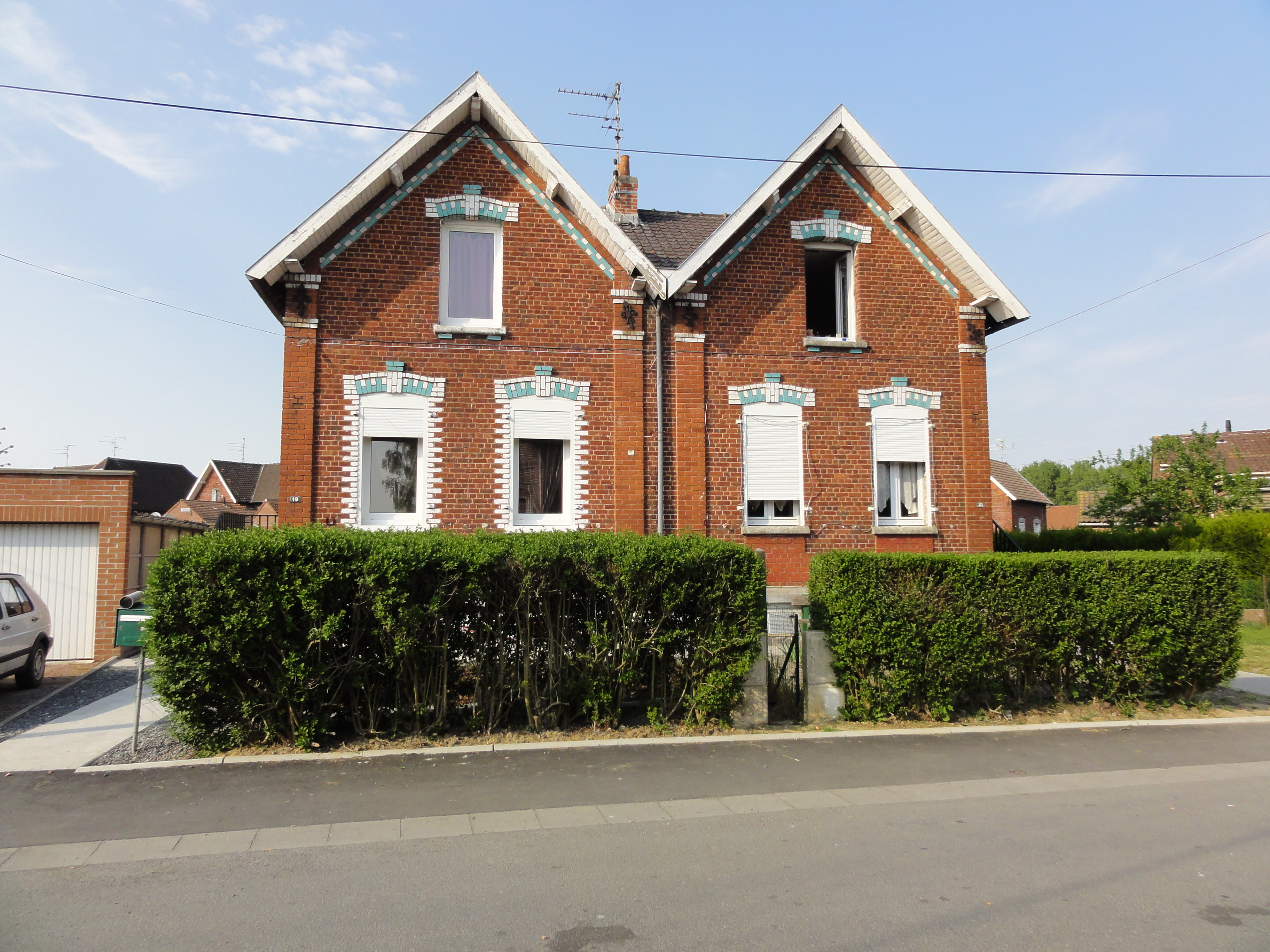
Des habitations groupées par deux.
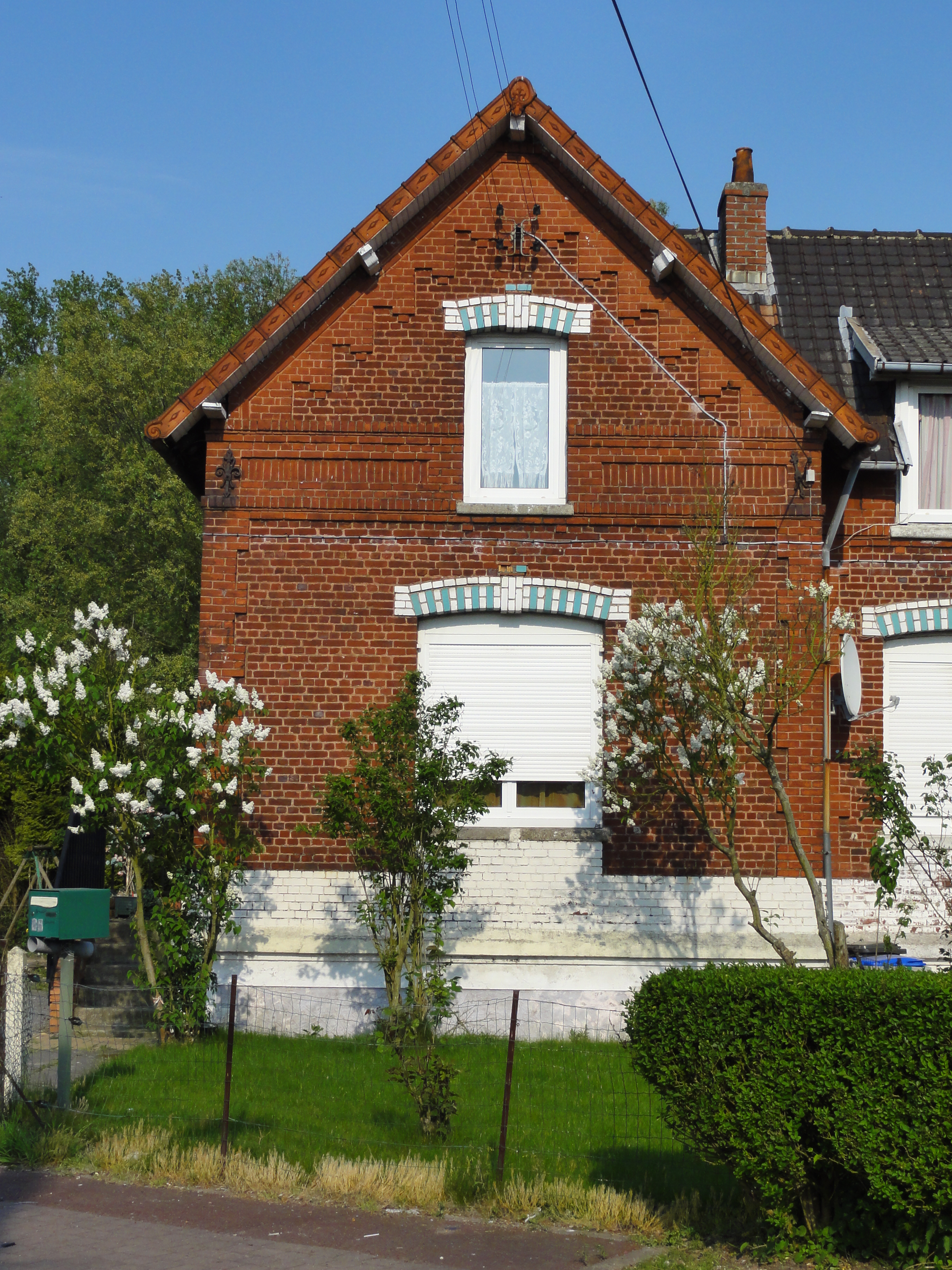
Détail d'une façade.
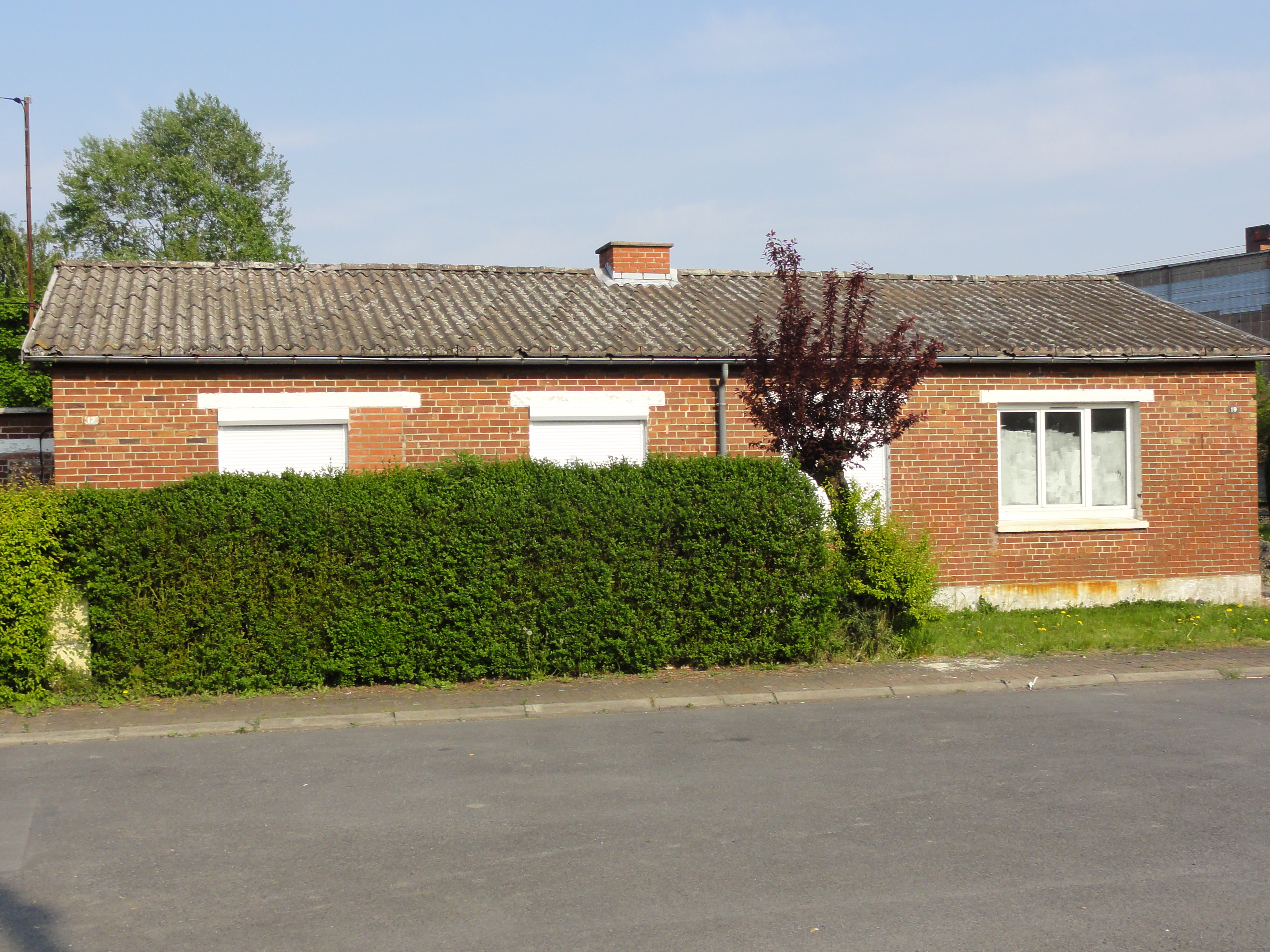
Une habitation post-Nationalisation.